# دودمان دوازدهم مصر
دودمان دوازدهم مصر باستان دوره‌ای از تاریخ مصر است که اغلب به همراه دودمان سیزدهم زیر عنوان پادشاهی میانه مصر طبقه‌بندی می‌شوند. این دوره از سال ۱۹۹۱ پیش از میلاد مسیح آغاز شد و با به پایان رسیدن فرمانروایی شهبانو سوبک‌نفرو در سال ۱۸۰۲ پ.م. پایان یافت.

## فرمانروایان
نام شاهان شناخته شدهٔ این دودمان به ترتیب زیر هستند:
| نام             | دوران          | هرم          | شهبانو(ها)                                                           | تصویر |
| --------------- | -------------- | ------------ | -------------------------------------------------------------------- | ----- |
| آمنمحت یکم      | ۱۹۶۲–۱۹۹۱ پ.م. | هرم در لیشت  | شهبانو نفریتاچنن                                                     |       |
| سنوسرت یکم      | ۱۹۲۶–۱۹۷۱ پ.م. | هرم در لیشت  | شهبانو نفرو سوم                                                      |       |
| آمنمحت دوم      | ۱۸۹۵–۱۹۲۹ پ.م. | هرم سفید     | شهبانو کانفرو شهبانو کمینوب                                          |       |
| سنوسرت دوم      | ۱۸۷۸–۱۸۹۷ پ.م. | هرم در لاهون | شهبانو خنمرنفرهچت یکم شهبانو نفرت دوم شهبانو ایتاورت شهبانو خنمت     |       |
| سنوسرت سوم      | ۱۸۳۹–۱۸۷۸ پ.م. | هرم در دهشور | شهبانو خنمرنفرهچت دوم شهبانو مرت‌سگر شهبانو نفرثنوت شهبانو سیتاثورینت |       |
| آمنمحت سوم      | ۱۸۱۴–۱۸۶۰ پ.م. | هرم در دهشور | شهبانو عات شهبانو هتپی شهبانو خنمرنفرهچت سوم                         |       |
| آمنمحت چهارم    | ۱۸۰۶–۱۸۱۵ پ.م. |              |                                                                      |       |
| شهبانو سوبک‌نفرو | ۱۸۰۲–۱۸۰۶ پ.م. |              |                                                                      |       |

## ساخت و ساز
در این دوره پایتخت نویی در کنار فیوم بنا نهاده شد و مکان‌های جدیدی از جمله لیشت، لاهون، و هواره برای ساخت آرامگاه‌های فرعون‌ها انتخاب شدند.
بازگشت به ساخت هرمهایی با اندازه و شکل‌هایی همچون هرم‌های پادشاهی کهن در این دوره نشان از آن دارد که شاهان این دودمان می‌خواسته‌اند شکوه و بزرگی گذشتهٔ مصر را بازیابند.